# Würm (Nagold)
Die Würm ist ein etwa 53 Kilometer langer Fluss durch das Gäu in Baden-Württemberg, der im Schönbuch entspringt und nach einem Lauf nach Nordwesten durch die Oberen Gäue und zuletzt auch den Schwarzwald bei Pforzheim von rechts und Südosten in die unterste Nagold mündet.

## Name
Der Fluss wurde 1342 („uf der Wirme“) erstmals schriftlich erwähnt. Meist geht man davon aus, dass der Name vorgermanischen Ursprungs ist und mit dem indogermanischen Wort *uer- „feucht, nass“ in Verbindung steht. Alternativ könnte er sich vom germanischen Adjektiv *werma- „warm“ im Sinne einer Stellenbezeichnung „wo es warm ist“ ableiten.

## Geographie

### Verlauf

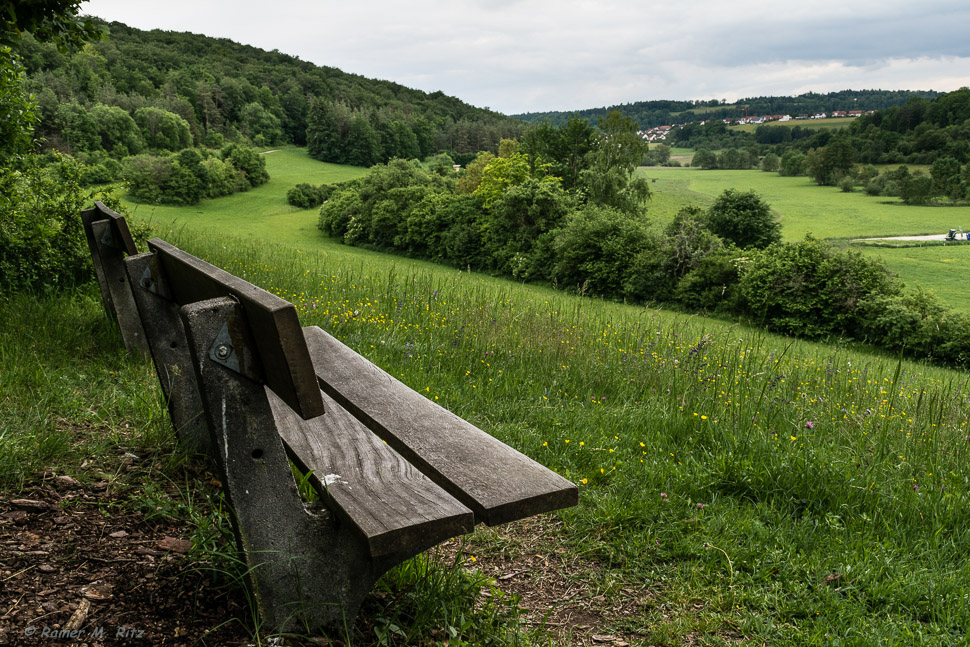
Das Würmtal zwischen Aidlingen und Dätzingen mit Blick südwärts Richtung Aidlingen

Die Würm entsteht aus zwei Quellbächen, die im Schönbuch südlich von Hildrizhausen („Hildrizhauser Würm“) und südlich von Altdorf („Altdorfer Würm“) entspringen. Wenige Kilometer nach deren Vereinigung tritt sie bei Ehningen in die Oberen Gäue ein, die sie in gering eingesenktem, windungsreichem Tal in nordnordwestlicher Richtung durchfließt. Um Weil der Stadt, dem bedeutendsten Ort an ihren Ufern, ist das Tal weiträumig und offen. Bei Tiefenbronn-Mühlhausen erreicht sie den von zusammenhängendem Nadelwald geprägten Naturraum der Schwarzwald-Randplatten. Im weiteren Verlauf werden die Hänge des gewundenen Tals allmählich höher, bis die Würm am südlichen Stadtrand von Pforzheim im Nordschwarzwald in die Nagold fließt, kurz vor deren eigener Mündung in die Enz. 

### Zuflüsse
Liste der Zuflüsse und  Seen von der Quelle zur Mündung. Länge, Seefläche, Einzugsgebiet, Höhe in der Regel nach der Onlinekarte des LUBW. Andere Quellen für die Angaben sind vermerkt.

Auswahl. Mühlkanäle werden meist nicht mit aufgeführt.
Zusammenfluss der beiden Quellbäche zwischen Hildrizhausen und Ehningen-Mauren auf unter 455 m ü. NHN.
- Hildrizhauser Würm, linker und südwestlicher Hauptstrang-Oberlauf, 3,7 km und 5,7 km². Oberste Quelle Würmursprung auf etwa 509 m ü. NHN an einem Feldwegstern vor dem Hahnenbühl-Wald südlich von Hildrizhausen im Schönbuch.
- Altdorfer Würm, rechter und südöstlicher Quellbach, 4,6 km und 8,2 km². Oberste Quelle auf etwa 515 m ü. NHN eben noch im Waldgewann Schwendehau südlich von Altdorf. Eine andere Quelle auf etwa 489 m ü. NHN davor am Hangfuß des Flurhügels Erzberger liegt näher am Ort und wird auf Karten, wie der Ursprung der Hildrizhauer Würm, ebenfalls mit Würmursprung bezeichnet, ihr ebenfalls Altdorfer Würm genannter Ast ist deutlich kürzer.
- Ludlensbach, von rechts und Osten auf etwa 448 m ü. NHN, 2,0 km. Entsteht auf etwa 497 m ü. NHN an einer Feldwegunterführung unter der B 464.
Zwischen diesem und dem nächsten Zulauf schwenkt die Würm nach links auf ihren großmaßstäblich beständigen Nordwestkurs.
- (Bach aus dem Wald Ketterlenshalde), von links und Westen auf etwa 447 m ü. NHN fast gegenüber Mauren, 1,7 km. Entsteht auf etwa 465 m ü. NHN im Waldgewann Sumpfwiesenbuckel.  Durchläuft kurz vor der Mündung einen 0,6 ha großen Weiher.
- Glemsbach, von rechts und Ostnordosten auf 439,1 m ü. NN[LUBW 6] im Maurener Tal etwa einen halben Kilometer vor der Unterquerung der A 81, 1,9 km. Entsteht auf etwa 470 m ü. NHN an einer Waldweggabel nordwestlich des Hörnles. Unbeständiger Oberlauf von weiteren ca. 0,3 km[LUBW 7] Länge, der an einer Quelle an der Nordostseite der B 464 auf etwa 475 m ü. NHN entsteht.  Durchläuft kurz vor der Mündung einen 0,8 ha großen Weiher.
- Zwei Weiher linksseits gegenüber der Mündung des vorigen, zusammen 0,2 ha.
- Krebsbach, von links und Süden am Ortskern von Ehningen, 12,2 km auf dem Hauptstrang mit dem längeren Quellast Hungergraben und 44,6 km².[LUBW 3] Der Hungergraben entsteht weit im Westen auf etwa 540 m ü. NHN am Südostrand von Deckenpfronn.
Kurz nach Verlassen des Ehninger Siedlungsbereichs tritt die Würm in ihr enges Muschelkalktal ein.
- Aid, von links und Westen auf 411,5 m ü. NN[LUBW 6] in Aidlingen an der Straßenbrücke der Talstraße, 10,8 km auf dem Hauptstrang mit dem linken Quellbach Irm und 46,8 km².[LUBW 3] Die auch Sau genannte Irm entsteht auf etwa 535 m ü. NHN an der Spitze der Flurbucht Birklen im Wald südwestlich von Gechingen. Am kürzeren rechten Quellbach Aischbach gibt es einen Aischursprung.[LUBW 8]
Von diesem Zufluss an abwärts setzt ein sehr flussmäanderreicher Abschnitt der Würm ein.
- Schwippe, von rechts und Südosten an der Ölmühle des Stadtteils Schafhausen von Weil der Stadt auf etwa 399 m ü. NN, 18,0 km auf dem Hauptstrang (linker) Diebskarrenbach – Goldbach – Schwippe und 85,3 km².[LUBW 3] Der Hauptstrang entsteht im Wald nordöstlich von Sindelfingen wenig südlich des Autobahnkreuzes Stuttgart neben der K 1055 auf etwa 501 m ü. NHN.
- Altbach, von links auf 398 m ü. NN[LUBW 6] weniger als 200 Meter nach dem vorigen, 5,4 km und 9,7 km². Entsteht auf etwa 490 m ü. NHN am Fuß des Dittenbergs bei den Sportplätzen von Ostelsheim.
- Zwei Weiher linksseits auf etwa 393 m ü. NHN gegenüber den ersten sporadischen Häusern von Weil der Stadt, zusammen 1,2 ha.
- Talackerbach, von links und Westen auf etwa 390 m ü. NHN am Südrand von Weil der Stadt, 6,9 km und 13,8 km². Entfließt auf etwa 510 m ü. NHN der Deponie westlich von Simmozheim.
- Rankbach, von rechts und Nordosten auf 385,8 m ü. NN[LUBW 6] am Nordrand von Weil der Stadt, 16,7 km und 52,0 km².[LUBW 3] Entsteht auf unter 490 m ü. NHN im Waldgebiet zwischen Magstadt im Westen und Vaihingen-Büsnau im Osten neben der A 8.
- Burggraben, von links und Westen auf etwa 380 m ü. NHN an der Riemenmühle von Weil der Stadt, 2,6 km und 3,5 km². Entsteht auf über 480 m ü. NHN an der ehemaligen Kirche von Münklingen.
- Rotgraben, von links und Südwesten auf unter 375 m ü. NHN in Hausen an der Würm, 1,5 km und 1,3 km². Entsteht auf etwa 450 m ü. NHN am Eisberg.
- Kotzenbach oder Zieselbach, von rechts und Osten auf 369,4 m ü. NN[LUBW 6] vor der Hausener Frohnmühle, 5,2 km und 17,0 km². Entsteht auf über 440 m ü. NHN in den Oberen Ziegelwiesen von Heimsheim.
- Stadelbach, auf einem Abschnitt auch Seegraben genannt, von rechts und Nordosten auf über 360 m ü. NHN ungefähr einen Kilometer unterhalb von Mühlhausen an der Würm, 5,4 km und 6,7 km². Entsteht auf etwa 470 m ü. NHN etwas östlich von Friolzheim neben der A 8,
- Talbach, bis zur Waldklinge vor der Mündung Welzgraben, von links und Südwesten auf etwa 360 m ü. NHN etwa hundert Meter nach dem vorigen, 4,7 km und 5,8 km². Entsteht auf unter 500 m ü. NHN am Waldrand zum Dreiviertelshau nordwestlich von Neuhausen.
- Schwillbach, von rechts und Nordosten auf etwa 350 m ü. NHN zu Füßen von Tiefenbronn auf dem rechten Talhang, 2,9 km und 5,2 km². Entsteht auf unter 445 m ü. NHN im Waldgewann Stockhau nördlich von Tiefenbronn.
- Seewiesenbach, von links und Südwesten auf etwa 345 m ü. NHN unter der Burg Steinegg bei Neuhausen-Steinegg, 2,9 km. Entfließt auf etwa 495 m ü. NHN einem Waldweiher im Linsenbusch südwestlich von Neuhausen-Hamberg.
- (Bach aus der Immelsklinge), von rechts und Norden auf über 325 m ü. NHN nördlich von Neuhausen-Hamberg, 2,2 km. Entsteht auf etwa 493 m ü. NHN in der Mitte des großen Waldgebietes Schieß zwischen Seilers Kreuz und Brenntenhau.
- (Bach aus der Dollbronnerklinge), von links und Südwesten auf über 320 m ü. NHN an der Würmbrücke vor der Liebenecker Sägmühle des Pforzheimer Stadtteils Würm, 2,6 km und 3,6 km². Entsteht auf etwa 515 m ü. NHN am Nordostrand von Neuhausen- Schellbronn.
- (Bach aus der Drehklinge), von rechts und Osten auf etwa 300 m ü. NHN zu Füßen des beginnenden Stadtteils Würm über dem Gegenhang, 3,8 km und 3,1 km². Entsteht im mittleren Schieß zwischen den Gewannen Schwabeneck und Schmierofen.
- Lettenbach, von rechts und Osten auf etwa 290 m ü. NHN gegenüber dem nördlichen Würm, 4,7 km und 13,8 km². Entsteht auf unter 470 m ü. NHN im mittleren Schieß im Gewann Schwarze Tannen.

Mündung der Würm auf unter 255 m ü. NHN beim Kupferhammer und gegenüber der Südweststadt von Pforzheim von rechts und Südosten in den letzten Linksbogen der Nagold vor deren eigener Mündung in die Enz. Die Würm ist hier mit ihrem Hauptast Hildrizhauser Würm 53,4 km lang und hat ein 417,8 km² großes Einzugsgebiet.

### Orte entlang der Würm
Von der Quelle zur Mündung fließt die Würm durch folgende Orte:
- Hildrizhausen
- Altdorf
- Mauren
- Ehningen
- Aidlingen
- Dätzingen
- Schafhausen
- Weil der Stadt
- Merklingen
- Hausen an der Würm
- Mühlhausen an der Würm
- Würm
- Pforzheim

## Daten
Die Würm ist 53,4 Kilometer lang und führt aus einem 418,3 km² umfassenden Einzugsgebiet der Nagold eine Wassermenge von im Mittel rund 3 m³/s zu; sie ist damit nach Volumen, Länge und Einzugsgebiet der größte Nebenfluss der Nagold. Ihr Gefälle zwischen Quelle und Mündung beträgt ungefähr 250 Meter.

## Verkehr
Seit 2009 zieht der 49 km lange Würmtalradweg durch das gesamte Würmtal.

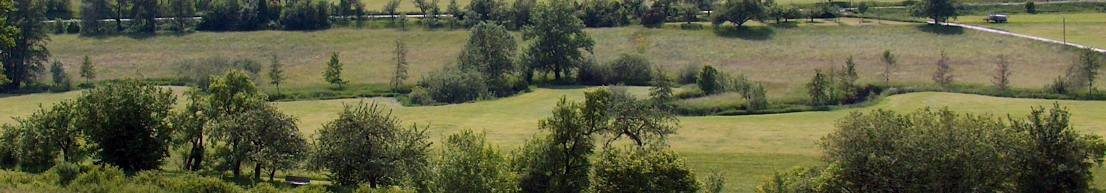
Die Würm im Aidlinger Tal

Bei Ehningen überquert die Bundesautobahn 81 mit der Würmtalbrücke das Würmtal.
Auf ihrem Lauf wird die Würm an zwei Stellen von  Eisenbahnstrecken überquert:
- In Ehningen südwestlich des Bahnhofs von der Bahnstrecke Stuttgart–Horb
- Am nordöstlichen Rand von Weil der Stadt von der Bahnstrecke Stuttgart–Calw, die zuvor von Grafenau-Dätzingen bis Weil der Stadt links des Flüsschens meist in leichter Hanglage das Tal der Würm nutzt.

### LUBW
Amtliche Online-Gewässerkarte mit passendem Ausschnitt und den hier benutzten Layern: Lauf und Einzugsgebiet der Würm

Allgemeiner Einstieg ohne Voreinstellungen und Layer: Daten- und Kartendienst der Landesanstalt für Umwelt Baden-Württemberg (LUBW) (Hinweise)
1. 1 2 3  Höhe nach dem Höhenlinienbild auf dem Hintergrundlayer Topographische Karte.
2. 1 2  Länge nach dem Layer Gewässernetz (AWGN).
3. 1 2 3 4 5 6  Einzugsgebiet aufsummiert aus den Teileinzugsgebieten nach dem Layer Basiseinzugsgebiet (AWGN).
4. ↑  Seefläche nach dem Layer Stehende Gewässer.
5. ↑  Einzugsgebiet nach dem Layer Basiseinzugsgebiet (AWGN).
6. 1 2 3 4 5  Höhe nach blauer Beschriftung auf dem Hintergrundlayer Topographische Karte.
7. ↑  Länge abgemessen auf dem Hintergrundlayer Topographische Karte.
8. ↑  Beschriftung Aischursprung in Blau auf dem Hintergrundlayer Topographische Karte.

### Andere Belege
1. ↑  Friedrich Huttenlocher, Hansjörg Dongus: Geographische Landesaufnahme: Die naturräumlichen Einheiten auf Blatt 170 Stuttgart. Bundesanstalt für Landeskunde, Bad Godesberg 1949, überarbeitet 1967. → Online-Karte (PDF; 4,0 MB)
2. 1 2  Deutsches Gewässerkundliches Jahrbuch Rheingebiet, Teil I 2009 Landesanstalt für Umweltschutz Baden-Württemberg, S. 123, abgerufen am 7. März 2021 (PDF, deutsch).
3. ↑  Albrecht Greule: Deutsches Gewässernamenbuch. Walter de Gruyter, Berlin / Boston 2014, ISBN 978-3-11-057891-1, S. 603 f., „Würm“ (Auszug in der Google-Buchsuche).